# Cyklobutan
Cyklobutan (C4H8) je uhlovodík (konkrétně cykloalkan) se čtyřmi atomy uhlíku v molekule. Je odvozen od butanu. Komerčně je dostupný jako zkapalněný plyn. Složitější deriváty jsou důležité v biologii a biotechnologii.
Molekula cyklobutanu není zcela planární, energeticky nejvýhodnější je pro něj konformace, při které leží jeden z uhlíků přibližně 25° nad rovinou ostatních tří. Tím se vyrovnává působení úhlového a torzního pnutí v molekule.

## Příprava
Existuje mnoho způsobů přípravy cyklobutanu:
1. Dimerizace alkenů
2. 1,4-dihalobutany se převádějí na cyklobutan dehalogenací redukujícími kovy.[zdroj?]